# Thomas Rogne
Thomas Rogne (Bærum, 29 juni 1990) is een Noors voetballer die bij voorkeur als centrale verdediger speelt. Hij verruilde in maart 2015 Wigan Athletic voor IFK Göteborg.

## Clubcarrière
Rogne debuteerde in 2007 voor Stabæk in de Tippeligaen. Op 20 januari 2010 tekende hij een contract voor 3,5 jaar bij het Schotse Celtic. Hij debuteerde voor Celtic op 10 februari 2013 in de Scottish Premier League als invaller voor Glenn Loovens tegen Heart of Midlothian. In drie seizoenen speelde hij 50 competitiewedstrijden voor Celtic. Op 27 juni 2013 tekende hij als transfervrije speler een driejarig contract bij het gedegradeerde Wigan Athletic. Hij debuteerde voor Wigan in de Championship op 31 augustus 2013 tegen Nottingham Forest. In maart 2015 lieten hij en Wigan hun onderlinge contract ontbinden en enkele dagen later verbond Ronge zich aan het Zweedse IFK Göteborg.
Sinds 2018 speelt Rogne voor de Poolse club Lech Poznań

## Interlandcarrière
Rogne debuteerde op 29 februari 2012 voor Noorwegen. Hij kreeg zijn eerste oproep reeds in maart 2011. Hij behaalde 17 caps voor Noorwegen -21, waarin hij tweemaal doel trof. Rogne nam in 2013 met Jong Noorwegen deel aan de EK-eindronde U21 in Israël. Daar verloor de ploeg onder leiding van bondscoach Tor Ole Skullerud in de halve finale met 3-0 van de latere toernooiwinnaar Spanje.

## Persoonlijk
In mei 2019 trouwde Rogne met de Noorse stervoetbalster Ada Hegerberg.